# Suzuki Ryohei (1983)
Ryohei Suzuki (sinh ngày 30 tháng 7 năm 1983) là một cầu thủ bóng đá người Nhật Bản.

## Sự nghiệp câu lạc bộ
Ryohei Suzuki đã từng chơi cho Montedio Yamagata.